# Ribeaucourt (Meuse)
Pour les articles homonymes, voir Ribeaucourt.
Ribeaucourt est une commune française située dans le département de la Meuse, en région Grand Est.

## Géographie

### Communes limitrophes
| Biencourt-sur-Orge | Biencourt-sur-Orge | Saint-Joire |
| Biencourt-sur-Orge | Ribeaucourt        | Bure        |
| Saudron            | Bure               | Bure        |

### Hydrographie
La commune est dans la région hydrographique « la Seine de sa source au confluent de l'Oise (exclu) » au sein du bassin Seine-Normandie. Elle est drainée par l'Orge,.
L'Orge, d'une longueur de 26 km, prend sa source dans la commune de Gillaumé et se jette  dans la Saulx à Le Bouchon-sur-Saulx, après avoir traversé neuf communes. 

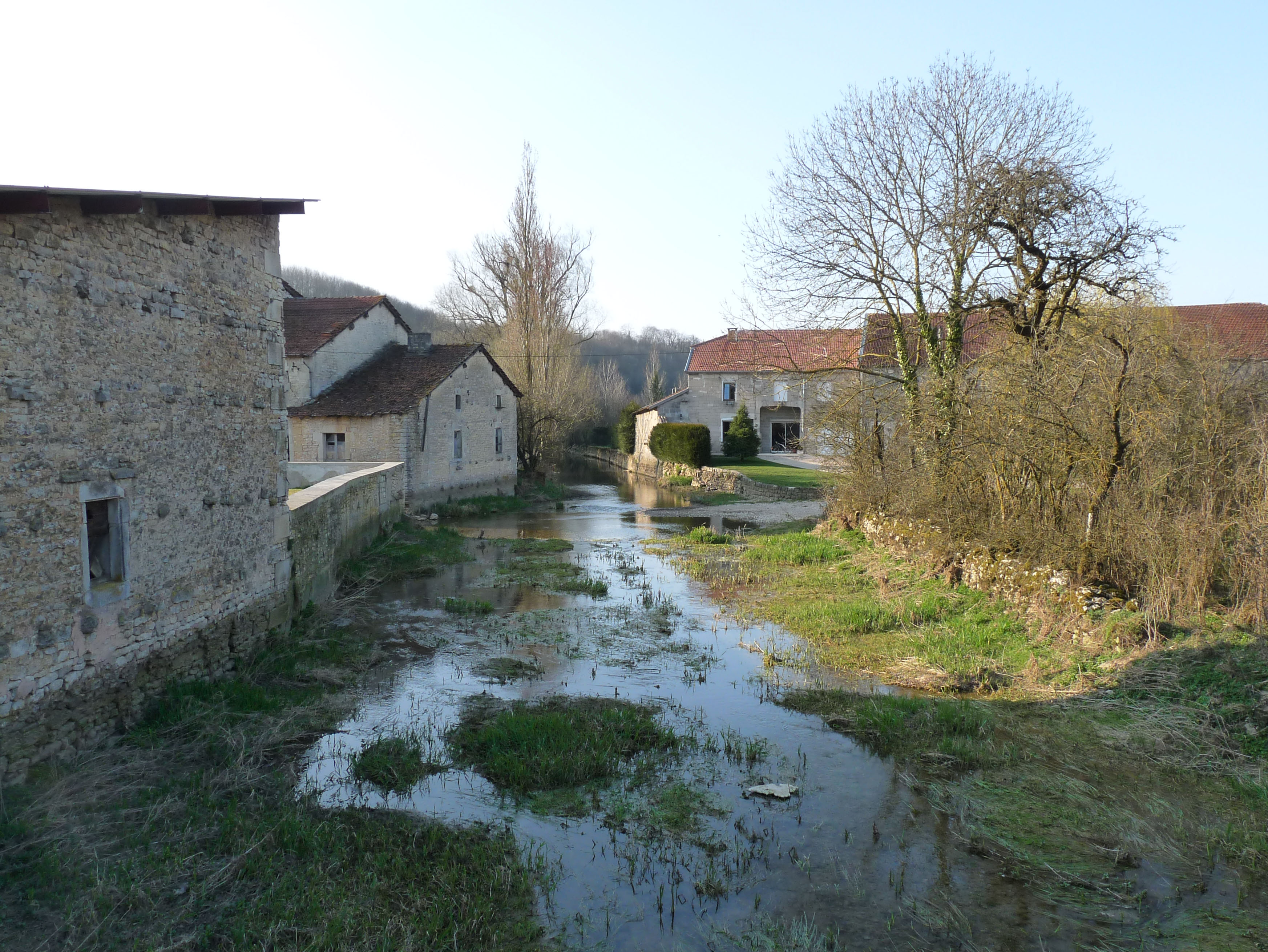
L'Orge à Ribeaucourt.
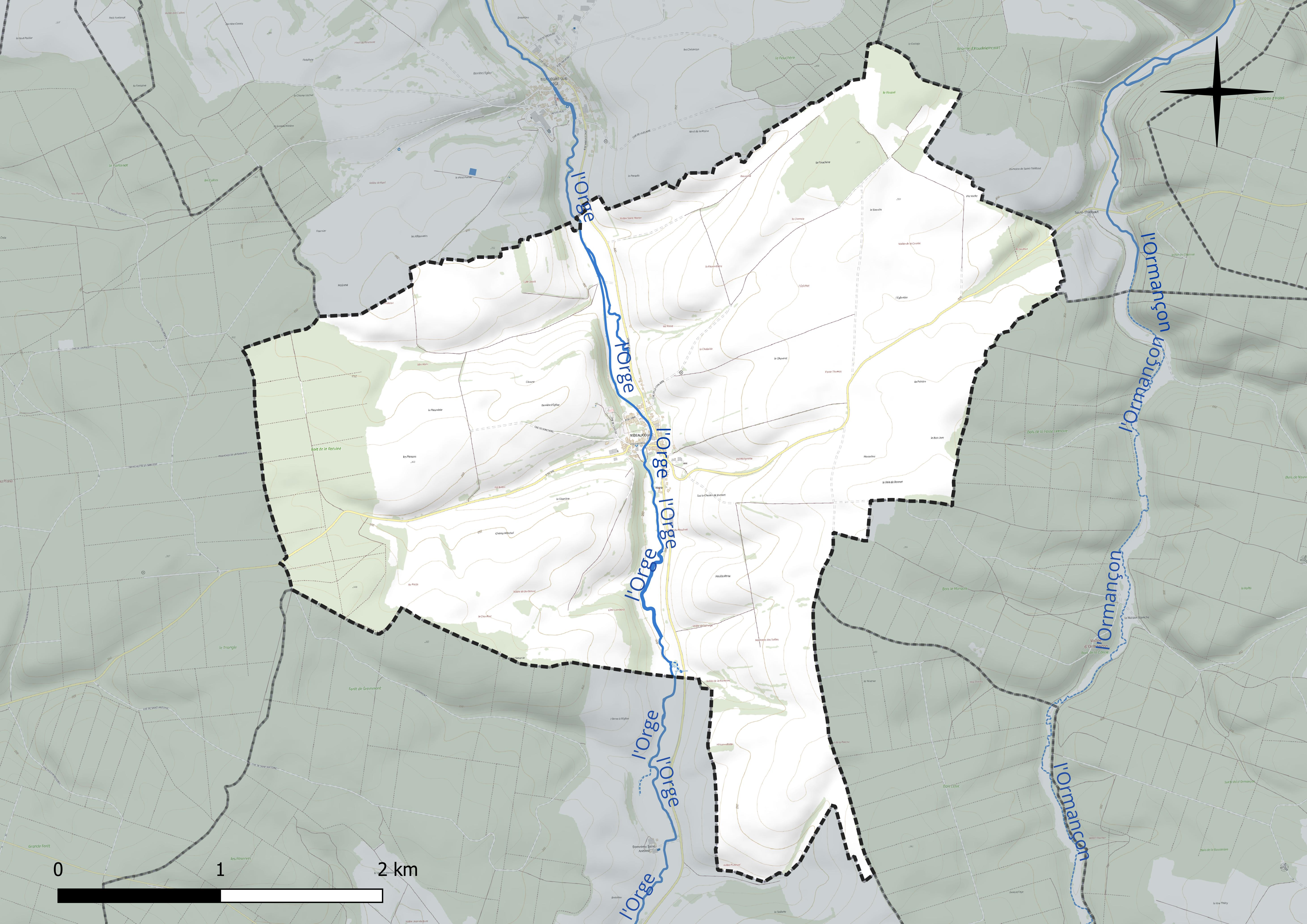
Réseau hydrographique de Ribeaucourt.

### Climat
Pour des articles plus généraux, voir Climat du Grand Est et Climat de la Meuse.
En 2010, le climat de la commune est de type climat de montagne, selon une étude du Centre national de la recherche scientifique s'appuyant sur une série de données couvrant la période 1971-2000. En 2020, Météo-France publie une typologie des climats de la France métropolitaine dans laquelle la commune est exposée à un climat océanique altéré et est dans la région climatique  Lorraine, plateau de Langres, Morvan, caractérisée par un hiver rude (1,5 °C), des vents modérés et des brouillards fréquents en automne et hiver. 
Pour la période 1971-2000, la température annuelle moyenne est de 9,6 °C, avec une amplitude thermique annuelle de 16,3 °C. Le cumul annuel moyen de précipitations est de 1 044 mm, avec 13,9 jours de précipitations en janvier et 9,9 jours en juillet. Pour la période 1991-2020, la température moyenne annuelle observée sur la station météorologique de Météo-France la plus proche, « Cirfontaines_sapc », sur la commune de Cirfontaines-en-Ornois à 10 km à vol d'oiseau, est de 10,4 °C et le cumul annuel moyen de précipitations est de 904,1 mm. 
La température maximale relevée sur cette station est de 40 °C, atteinte le 12 août 2003 ; la température minimale est de −19,6 °C, atteinte le 6 février 1963,,. 
Les paramètres climatiques de la commune ont été estimés pour le milieu du siècle (2041-2070) selon différents scénarios d'émission de gaz à effet de serre à partir des nouvelles projections climatiques de référence DRIAS-2020. Ils sont consultables sur un site dédié publié par Météo-France en novembre 2022.

## Urbanisme

### Typologie
Au 1er janvier 2024, Ribeaucourt est catégorisée commune rurale à habitat dispersé, selon la nouvelle grille communale de densité à sept niveaux définie par l'Insee en 2022.
Elle est située hors unité urbaine. Par ailleurs la commune fait partie de l'aire d'attraction de Bar-le-Duc, dont elle est une commune de la couronne,. Cette aire, qui regroupe 86 communes, est catégorisée dans les aires de 50 000 à moins de 200 000 habitants,.

### Occupation des sols
L'occupation des sols de la commune, telle qu'elle ressort de la base de données européenne d’occupation biophysique des sols Corine Land Cover (CLC), est marquée par l'importance des territoires agricoles (85,1 % en 2018), une proportion identique à celle de 1990 (84,6 %). La répartition détaillée en 2018 est la suivante : 
terres arables (68,6 %), prairies (16,5 %), forêts (15 %). L'évolution de l’occupation des sols de la commune et de ses infrastructures peut être observée sur les différentes représentations cartographiques du territoire : la carte de Cassini (XVIIIe siècle), la carte d'état-major (1820-1866) et les cartes ou photos aériennes de l'IGN pour la période actuelle (1950 à aujourd'hui).

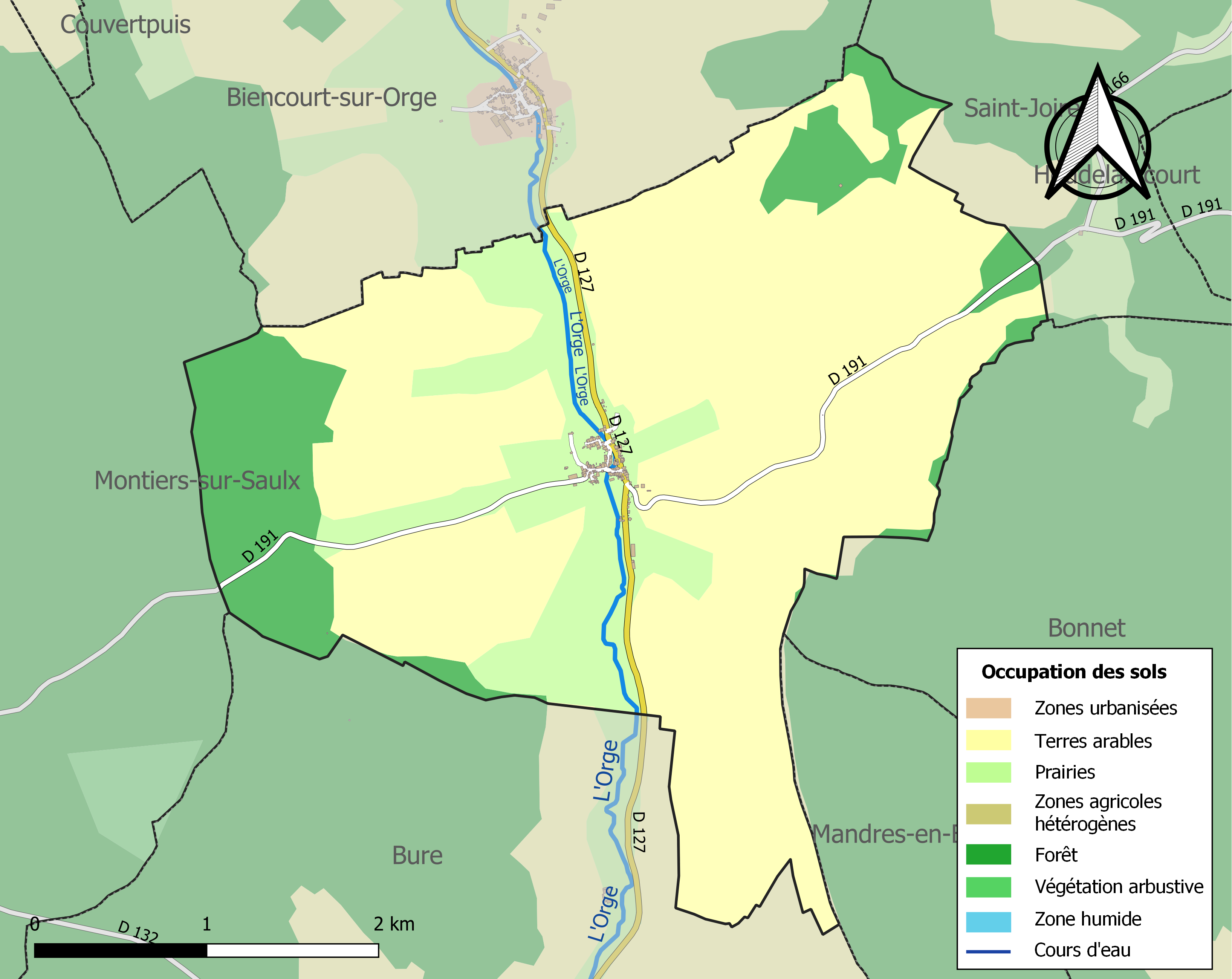
Carte des infrastructures et de l'occupation des sols de la commune en 2018 (CLC).

## Toponymie
Le nom de la localité est attesté sous les formes Robaldi-curtis (1106) ; Ribaldicurtis (1135) ; Riboicourt (1266) ; Ribacuria (1292) ; Ribancourt (1304) ; Ribaldicuria (1402) ; Ribaulcourt (1413) ; Ribaucour (1700) ; Ribaucourt, Ribaucuria (1711).

## Histoire
On ignore la liste des premiers seigneurs de Ribeaucourt. Il semble que la seigneurie soit passée par mariage à la famille de Reynel, qui l'apporta en dot avec entre autres les seigneuries de Biencourt-sur-Orge et de Bure à Jean de Joinville, chevalier, sénéchal de Champagne et biographe de Saint Louis, marié en 1261 avec Alix de Reynel. Ribeaucourt est alors bailliage de Saint-Thiébaud, le comte de Bar et l'abbaye Saint-Mihiel y ont des droits. Ribeaucourt resta jusqu'à la Révolution attachée à la seigneurie puis principauté de Joinville.
Du XIIIe au XIXe siècle, Ribeaucourt fut un lieu d'exploitation et de traitement du minerai de fer.
Il fut découvert à la fin du XIXe siècle un sarcophage de pierre et des armes.
L'église fortifiée eut à souffrir de la restauration exécutée par l'architecte Charles Royer en 1890-91 qui chercha à lui rendre l'aspect de l'ancien château qu'elle était à l'origine.

## Politique et administration

### Tendances politiques et résultats
Ribeaucourt fut la commune de la Meuse, à avoir le plus voté pour Jean-Marie Le Pen, lors du premier tour de l'élection présidentielle de 2002. Son score fut de près de 49 %. Avec les 2,5 % de Bruno Mégret, Ribeaucourt a voté à plus de 51,5 % en faveur de l'extrême-droite. 
De même qu'en 1995, lors de l'élection présidentielle, la commune avait voté à 44,3 % pour le candidat du Front national.

### Liste des maires
| Période                                  | Période  | Identité         | Étiquette | Qualité      |
| ---------------------------------------- | -------- | ---------------- | --------- | ------------ |
| Les données manquantes sont à compléter. |          |                  |           |              |
| avant 1981                               | ?        | Huguette Georges |           |              |
| mars 2001                                | ?        | Luc Breuil       |           |              |
| Juillet 2020                             | En cours | Gilles Huardel   |           | Ancien cadre |

La municipalité de Ribeaucourt a mis en place une politique de restructuration de la commune. En effet, après avoir construit trois logements, une nouvelle salle des fêtes est en construction.

## Économie
À la suite de l'adoption en 2006 par le parlement d'une loi sur les déchets nucléaires, l'ANDRA étudie, sur une zone de 28 km2 dont la commune fait partie, la faisabilité d’un site de stockage qui pourrait être créé dans une zone de 200 km2 autour de Bure.

## Population et société

### Démographie
L'évolution du nombre d'habitants est connue à travers les recensements de la population effectués dans la commune depuis 1793. Pour les communes de moins de 10 000 habitants, une enquête de recensement portant sur toute la population est réalisée tous les cinq ans, les populations de référence des années intermédiaires étant quant à elles estimées par interpolation ou extrapolation. Pour la commune, le premier recensement exhaustif entrant dans le cadre du nouveau dispositif a été réalisé en 2006.

En 2022, la commune comptait 71 habitants, en évolution de −6,58 % par rapport à 2016 (Meuse : −4,4 %, France hors Mayotte : +2,11 %).
| 1793 | 1800 | 1806 | 1821 | 1831 | 1836 | 1841 | 1846 | 1851 |
| ---- | ---- | ---- | ---- | ---- | ---- | ---- | ---- | ---- |
| 405  | 401  | 408  | 407  | 448  | 429  | 427  | 401  | 426  |

| 1856 | 1861 | 1866 | 1872 | 1876 | 1881 | 1886 | 1891 | 1896 |
| ---- | ---- | ---- | ---- | ---- | ---- | ---- | ---- | ---- |
| 371  | 369  | 374  | 363  | 365  | 351  | 325  | 310  | 308  |

| 1901 | 1906 | 1911 | 1921 | 1926 | 1931 | 1936 | 1946 | 1954 |
| ---- | ---- | ---- | ---- | ---- | ---- | ---- | ---- | ---- |
| 286  | 275  | 252  | 220  | 196  | 192  | 181  | 152  | 176  |

| 1962 | 1968 | 1975 | 1982 | 1990 | 1999 | 2006 | 2011 | 2016 |
| ---- | ---- | ---- | ---- | ---- | ---- | ---- | ---- | ---- |
| 155  | 129  | 143  | 139  | 107  | 92   | 103  | 110  | 76   |

| 2021 | 2022 | - | - | - | - | - | - | - |
| ---- | ---- | - | - | - | - | - | - | - |
| 69   | 71   | - | - | - | - | - | - | - |

## Culture locale et patrimoine

### Lieux et monuments

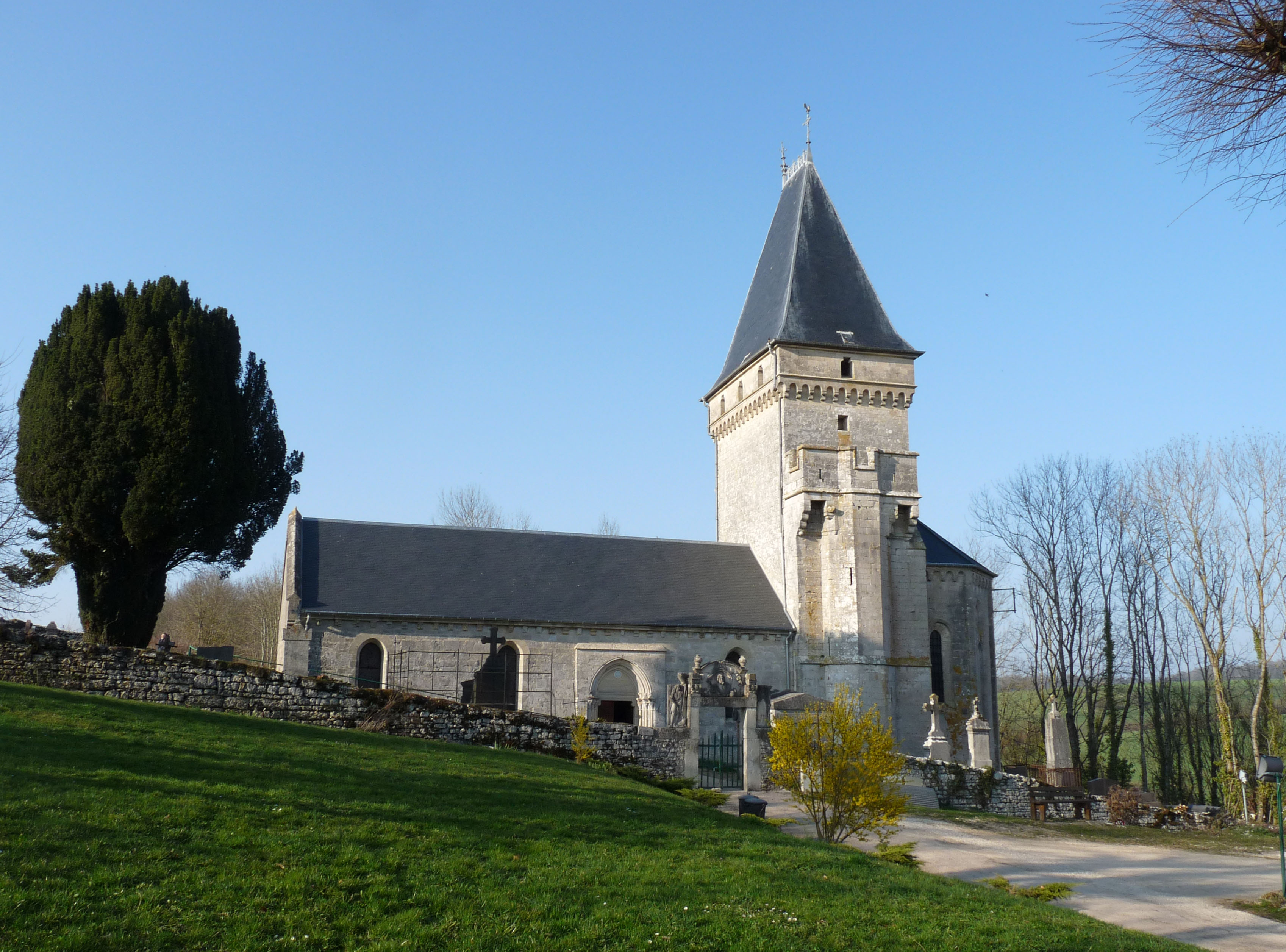
L'église Saint-Martin.

- L'église Saint-Martin du XIIe siècle restaurée en 1889 dans l'esprit de Viollet-le-Duc, est inscrite aux Monuments historiques depuis 1986[24], véritable forteresse avec ses fenêtres de tir, sa tour crénelée et ses mâchicoulis.

### Personnalités liées à la commune
- Joseph Paignat (1723-1807), général des armées de la République, est né dans la commune.
- Claude Jean Roussel (1749-1801), homme politique, né et décédé à Ribeaucourt (Meuse).
- Emile Feuillette (1873?-1943), inventeur de la grenade à fusil et d'un appareil pour teiller le lin et le chanvre[25], concepteur de la première maison d'Europe isolée en paille (la Maison Feuillette).

### Héraldique
| Blason de Ribeaucourt | Blason  | Coupé crénelé : au 1er d'azur au rencontre de taureau d'or bouclé de gueules, accosté de deux molettes d'argent, au 2e d'or au manteau de centurion romain et à l'épée basse d'argent, brochant. |
| Blason de Ribeaucourt | Détails | Création Robert André Louis. Adopté le 27 novembre 2015. |